# Brownea stenantha
Brownea stenantha är en ärtväxtart som beskrevs av Nathaniel Lord Britton och Ellsworth Paine Killip. Brownea stenantha ingår i släktet Brownea och familjen ärtväxter. Inga underarter finns listade i Catalogue of Life.